# Psellogrammus kennedyi
Psellogrammus kennedyi är en fiskart som först beskrevs av Eigenmann, 1903.  Psellogrammus kennedyi ingår i släktet Psellogrammus och familjen Characidae. Inga underarter finns listade i Catalogue of Life.